# 武装警察第7師団
武装警察第7師団（武警第7师）は、中国人民武装警察部隊の師団の1つ。

## 歴史
- 1969年5月 - 北京・瀋陽軍区から第3師が編成され、新疆軍区に配属された。
- 1969年12月 - 第7師に改称
- 1996年10月 - 武警第7師に改編

## 編制
- 武警第19団（武警8661部隊），新疆グルジャ市
- 武警第20団（武警8662部隊），新疆キュネス県
- 武警第21団（武警8663部隊），新疆ニルカ県
- 武警第706団（武警8664部隊），新疆ウルムチ市